# Blaesoxipha phaneophaga
Blaesoxipha phaneophaga är en tvåvingeart som först beskrevs av Blanchard 1966.  Blaesoxipha phaneophaga ingår i släktet Blaesoxipha och familjen köttflugor. Inga underarter finns listade i Catalogue of Life.